# Kompetenzzentren Selbstbestimmt Leben in NRW

Logo der Kompetenzzentren Selbstbestimmt Leben in NRW

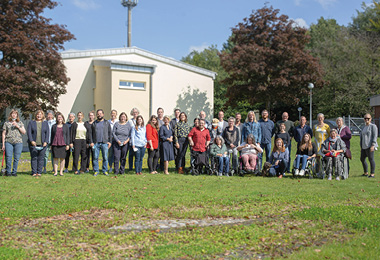
Mitarbeiter der KSL.NRW bei der Klausurtagung 2021

Die Kompetenzzentren Selbstbestimmt Leben wurden im Jahr 2016 als befristetes Projekt des Ministerium für Arbeit, Gesundheit und Soziales des Landes Nordrhein-Westfalen initiiert. Die Zentren unterstützen mit ihren Mitarbeitern in allen Fragen, die mit Behinderungen bzw. Beeinträchtigungen von Menschen in Verbindung stehen und zur Umsetzung der UN-Behindertenrechtskonvention in NRW beitragen. In jedem Regierungsbezirk befindet sich heute ein Kompetenzzentrum. Standorte sind: Bielefeld, Dortmund, Düsseldorf, Köln und Münster. Ein landesweit zuständiges Kompetenzzentrum für Menschen mit Sinnesbehinderungen (KSL-MSi-NRW) hat seinen Sitz in Essen. In den sechs Kompetenzzentren Selbstbestimmt Leben (KSL.NRW) und der dazugehörigen Koordinierungsstelle mit Sitz in Gelsenkirchen arbeiten über 40 Menschen mit und ohne Behinderungen mit unterschiedlichsten Kompetenzen und Professionen zusammen.
„Das Land NRW hat mit den KSL eine weltweit einmalige Struktur geschaffen, die sich in ihrer Arbeit konsequent an den Zielen der UN-Behindertenrechtskonvention ausrichtet.“

## Ziele
Die zentralen Ziele der KSL.NRW lauten:
- Menschen stärken – Empowerment von Menschen mit Behinderungen
- Bewusstsein schaffen – Gesellschaftliche Akzeptanz für Inklusion und Selbstbestimmung steigern
- Partizipation ermöglichen – Stärkung und Qualifizierung von Interessenvertretungen
- Strukturen vernetzen – Schaffung tragfähiger Veränderungsallianzen
- Wissen vermitteln und Informationen teilen – Umdenken im Sinne der UN-Behindertenrechtskonvention anstoßen
- Lösungen entwickeln – Praktische Unterstützung zum Abbau von Missständen geben
- Rechte sichern – Menschenrecht auf Inklusion einfordern

## Chronik
2011–2016: Modellprojekte der Kompetenzzentren Selbstbestimmt Leben
Die ersten beiden Kompetenzzentren Selbstbestimmt Leben in Köln und in Dortmund nehmen 2011 ihre Arbeit auf. Sie sind das Resultat einer Initiative des damaligen nordrhein-westfälischen Sozialministeriums und der beiden Selbsthilfevereine ,Selbstbestimmt Leben Behinderter Köln e.V.‘ (Träger des KSL Rheinland) und ‚MOBILE – Selbstbestimmtes Leben Behinderter e.V. ‘ (Träger des KSL Westfalen). Bereits im Aktionsplan der Landesregierung Nordrhein-Westfalen wird der Aufbau weiterer Kompetenzzentren in Aussicht gestellt.
2016: Auf- und Ausbau der KSL.NRW
Die aus Sicht der Landesregierung erfolgreiche Arbeit in den beiden Modellprojekten führt zu einer Erweiterung der KSL-Struktur. In jedem Regierungsbezirk von Nordrhein-Westfalen arbeitet seither ein Kompetenzzentrum. Standorte sind: Bielefeld, Dortmund, Düsseldorf, Köln und Münster. Das landesweit zuständige Kompetenzzentrum für Menschen mit Sinnesbehinderungen (KSL.MSi) hat seinen Sitz in Essen. Zudem wird eine zentrale Koordinierungsstelle eingerichtet, welche die KSL in ihrer Arbeit unterstützt und landesweit vernetzt. Einen öffentlichen Impuls setzt die offizielle Eröffnungsveranstaltung der KSL.NRW am 8. November 2016.
2017: Unterstützung und Vernetzung der Selbsthilfe
Die KSL.NRW führen in Kooperation mit dem Sozialministerium NRW drei Veranstaltungen (jeweils um die 200 Teilnehmer) in Münster, Düsseldorf und Gelsenkirchen durch, um möglichst viele Akteure aus der Selbsthilfe dabei zu unterstützen, sich auf die Trägerschaft der neuen Ergänzenden Unabhängigen Teilhabeberatung (EUTB) in NRW zu bewerben.
2018: Kampagne zum Persönlichen Budget
Gemeinsam mit dem Landschaftsverband Rheinland (LVR) und dem Landschaftsverband Westfalen-Lippe (LWL) initiieren die KSL eine landesweite Kampagne zur Stärkung des ‚Persönlichen Budgets‘. Ein Produkt dieser Kampagne ist die Wanderausstellung zum Persönlichen Budget, die von allen Interessierten kostenlos bei den KSL.NRW ausgeliehen werden kann.
2019: Kampagne zur Inklusiven Gesundheit
Mit dem Praxishandbuch ‚Vielfalt Pflegen‘ und dem dazugehörigen Interviewmaterial stellen die KSL.NRW eine Materialsammlung für Pflegeschüler zur Verfügung, die das Bewusstsein für eine barrierefreie und inklusive Gesundheitsversorgung fördern soll. Eine Wissensplattform bündelt Inhalte und Ergebnisse der Kampagne, zu der auch gefilmte Interviews zählen.
2020: Kampagne zur Politischen Partizipation
Gemeinsam mit dem Projekt ‚Politische Partizipation Passgenau‘ der „LAG Selbsthilfe NRW“ haben die KSL.NRW die Webplattform ‚Dein Rat zählt!‘ aufgebaut. Ziel dieser Wissensplattform ist es, hilfreiche Informationen zusammenzustellen, um Menschen mit Behinderungen für mehr politisches Engagement in der Kommunalpolitik zu gewinnen.
2020–2021: Informations- und Unterstützungsangebote in der Coronapandemie
Die KSL.NRW haben für Menschen mit Behinderungen in der Zeit der Pandemie mittels des ‚Corona-Wegweisers‘ und der Homepage zum ‚Barrierefreien Impfen‘ landesweite Unterstützungsangebote geschaffen. Hierdurch wurden beispielsweise Informationen zu Assistenzrechten vor Ort, Ausnahmeregelungen zum Mund-Nasen-Schutz, Barrierefreiheit in Impfzentren oder Priorisierungsregelungen aktuell und barrierefrei bereitgestellt.
2021: KSL.NRW Blog
Im ,Fensterblick‘, dem Blog der KSL.NRW, veröffentlichen Experten monatlich Beiträge zu verschiedenen Themen und Fragestellungen von Inklusion und Selbstbestimmung.
2022: Wegweiser Barrierefreiheit
Die KSL.NRW und die Agentur Barrierefrei NRW erarbeiten den ,Wegweiser Barrierefreiheit‘ innerhalb der KSL-Konkret-Schriftenreihe. Die Broschüre soll eine Orientierungshilfe sein und Denkanstöße geben, wie sich rechtliche Grundlagen in vielen Lebensbereichen umsetzen lassen. Zusätzlich zum Schriftwerk haben die KSL.NRW eine Videoreihe zu barrierefreier Kommunikation veröffentlicht.

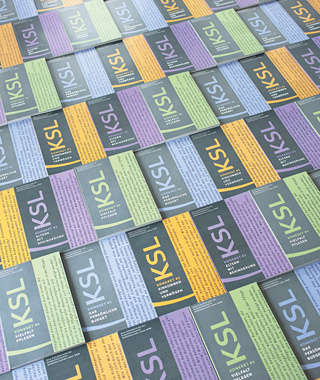
Eine Übersicht unterschiedlicher Titel der KSL-Konkret-Schriftenreihe

## Schriftenreihe KSL-Konkret
Die Schriftenreihe KSL-Konkret ist ein zentrales Instrument zur Wissensvermittlung der KSL.NRW. Sie soll Denkanstöße und Praxistipps zu verschiedenen Themen bieten, um eine gleichberechtigte Teilhabe von Menschen mit Behinderungen zu ermöglichen:
- KSL-Konkret #1 Das Persönliche Budget – Ein Weg zu mehr Selbstbestimmung
- KSL-Konkret #2 Einkommen und Vermögen – Änderungen durch das Bundesteilhabegesetz
- KSL-Konkret #3 Eltern mit Behinderung – Informationen zu Bedarfslagen, Rechtsansprüchen und Unterstützungsangeboten
- KSL-Konkret #4 Vielfalt Pflegen – das Praxishandbuch zur Umsetzung der UN-Behindertenrechtskonvention in der Pflege
- KSL-Konkret #5 Kooperation statt Konkurrenz – Impulse für eine stärkere Vernetzung der Beratung für Menschen mit Behinderungen in Nordrhein-Westfalen
- KSL-Konkret #6 Wegweiser Barrierefreiheit – das Wichtigste auf einen Blick
- KSL-Konkret #7 – Rechtliche Betreuung durch Eltern

## Finanzierung und Trägerschaft
Die Kompetenzzentren Selbstbestimmt Leben werden aus Mitteln des Europäischen Sozialfonds (ESF) und des Landes Nordrhein-Westfalen finanziert. Die KSL.NRW befinden sich in unterschiedlicher Trägerschaft:
- KSL für den Regierungsbezirk Arnsberg (KSL.Arnsberg): MOBILE – Selbstbestimmtes Leben Behinderter e.V.
- KSL für den Regierungsbezirk Detmold (KSL.Detmold): café 3b, Integrative Beratungs- und Begegnungsstätte für Menschen mit Behinderungen
- KSL für den Regierungsbezirk Düsseldorf (KSL.Düsseldorf): Pro Mobil – Verein für Menschen mit Behinderung e.V. sowie Färberei e.V. – Zentrum für Integration und Inklusion
- KSL für den Regierungsbezirk Köln (KSL.Köln): ZSL Köln, Zentrum für selbstbestimmtes Leben (ZsL) Köln
- KSL für den Regierungsbezirk Münster (KSL.Münster): Landesarbeitsgemeinschaft SELBSTHILFE von Menschen mit Behinderungen und chronischer Erkrankungen und ihren Angehörigen NRW e.V.
- KSL für Menschen mit Sinnesbehinderung (KSL-MSi-NRW): Rheinischer Blindenfürsorgeverein 1886 Düren
- Koordinierungsstelle der KSL.NRW (Ko-KSL): Landesarbeitsgemeinschaft SELBSTHILFE von Menschen mit Behinderungen und chronischer Erkrankungen und ihren Angehörigen NRW e.V.

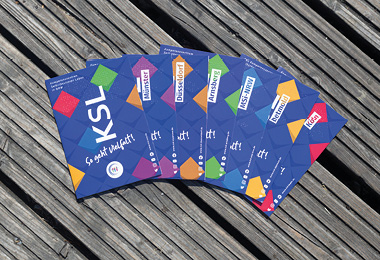
Flyer im Corporate-Design der KSL.NRW – bunte Kacheln stehen für Vielfalt – liegen auf Holz